# موتور شهید قویدل
موتور شهید قویدل یک منطقهٔ مسکونی در ایران است که در دهستان شریف‌آباد (سیرجان) واقع شده‌است. موتور شهید قویدل ۲۷ نفر جمعیت دارد.